# Davie Dodds
David "Davie" Dodds (født 23. september 1958 i Dundee, Skotland) er en skotsk tidligere fodboldspiller (angriber).
På klubplan tilbragte Dodds størstedelen af sin karriere hos Dundee United i sin fødeby. Han spillede 11 sæsoner i klubben og var med til at vinde både det skotske mesterskab og Liga Cuppen med klubben. Han nåede i alt at spille næsten 250 ligakampe for holdet, hvori han scorede mere end 100 mål.
Senere i karrieren spillede Dodds også for blandt andet Aberdeen og Rangers, og vandt med sidstnævnte endnu et mesteskab, i 1990.
Dodds spillede desuden to kampe og scorede ét mål for Skotlands landshold, som han debuterede for 21. september 1983 i en venskabskamp mod Uruguay.

## Titler
Skotsk mesterskab
- 1983 med Dundee United
- 1990 med Rangers

Scottish League Cup
- 1981 med Dundee United